# Паньковское сельское поселение (Костромская область)
Панько́вское се́льское поселе́ние — муниципальное образование в Кадыйском районе Костромской области.
Административный центр — деревня Паньково.

## История
Паньковское сельское поселение образовано 30 декабря 2004 года в соответствии с Законом Костромской области № 237-ЗКО, установлены статус и границы муниципального образования.

## Население
| 2008 | 2010  | 2012 | 2013 | 2014 | 2015 | 2016 |
| ---- | ----- | ---- | ---- | ---- | ---- | ---- |
| 965  | ↗1000 | ↘953 | ↘909 | ↘866 | ↘842 | ↘814 |
| 2017 | 2018  | 2019 | 2020 | 2021 |      |      |
| ↘797 | ↘789  | ↘769 | ↘750 | ↘654 |      |      |

## Состав сельского поселения
| № | Населённый пункт | Тип населённого пункта          | Население |
| - | ---------------- | ------------------------------- | --------- |
| 1 | Адамовка         | деревня                         | →0        |
| 2 | Дубки            | посёлок                         | ↗307      |
| 3 | Льгово           | деревня                         | ↘28       |
| 4 | Митьково         | деревня                         | ↗9        |
| 5 | Паньково         | деревня, административный центр | ↗259      |
| 6 | Текун            | посёлок                         | ↗411      |
| 7 | Чапыги           | деревня                         | ↘21       |